# Hemocitoblasto

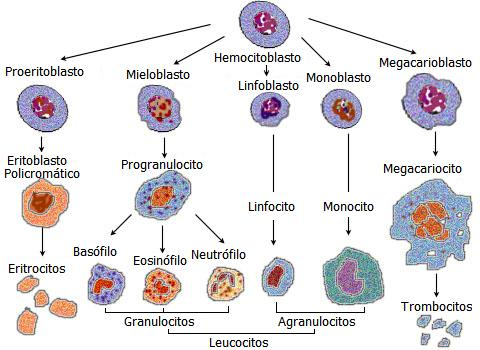
Linaje de las células sanguíneas.

El hemocitoblasto es la célula precursora de los glóbulos sanguíneos, de acuerdo con la teoría monofilética. Es una de las denominaciones utilizadas para designar la célula-tronco hematopoyética pluripotente (o multipotente) de la médula ósea, de origen mesenquimatosa, y que, por su parte, forma todos los elementos figurados de la sangre.[cita requerida]
La célula-tronco hematopoyética pluripotente (multipotente), al dividirse, produce una célula-hija, que es la réplica de la célula-madre, y otra que se diferencia, en los microambientes del tejido medular o bajo la influencia de mediadores químicos, para especializarse en la producción de determinado tipo de célula sanguínea. Sin embargo, Guyton (1988) relata, en su obra Fisiología Humana, que los linfocitos son formados, principalmente, en los ganglios linfáticos y que todas las otras células sanguíneas son producidas en la médula ósea, con una célula antecesora común denominada hemocitoblasto. Peakman y Vergani, en su obra Inmunología Básica y Clínica, relatan que los linfocitos poseen células precursoras en la médula ósea y fueron divididos por la vía de maduración en dos grupos:
- Linfocito B.
- Linfocito T.